# Bootsunglück auf der Kander
Das Bootsunglück auf der Kander ereignete sich am 12. Juni 2008 auf der Kander bei Wimmis im Kanton Bern. Bei dem Militärunfall während einer Teambuilding-Übung kamen fünf Angehörige der Schweizer Armee ums Leben. Die Soldaten wurden von Wasserwalzen erfasst, nachdem ihre für Wildwasser ungeeigneten Armee-Schlauchboote gekentert waren. Es war der schwerste Militärunfall der Schweiz seit dem Lawinenunglück an der Jungfrau 2007.

## Unglück
Am 12. Juni 2008 gegen 10:30 Uhr setzten zehn Angehörige der Lufttransport-Sicherungskompanie 3 bei Heustrich/Emdthal zwei Schlauchboote M6 in die Kander ein. Die Kompanie befand sich im Wiederholungskurs mit ursprünglichem Auftrag zur Sicherheitsunterstützung während der Fussball-Europameisterschaft 2008. Der Kompaniekommandant hatte spontan einen «Kaderanlass» zur Teambildung angeordnet.
Die Wahl fiel auf die Kander statt der Simme, weil die Kander «mehr Action» versprach. Der Kommandant bereitete sich ausschliesslich mit Internetrecherchen vor, konsultierte weder Flusskarten noch lokale Experten und organisierte keinen Rettungsdienst.
Die Schlauchboote M6 der Schweizer Armee sind Transportboote für 15 Personen, etwa fünf Meter lang und für ruhige Gewässer konzipiert. Ihre schwere Bauweise und schlechte Manövrierbarkeit machten sie für Wildwasser völlig ungeeignet. Die Armeeangehörigen trugen militärische Schwimmwesten, Tarnuniformen, Kampfstiefel und Helme, Ausrüstung, die für Wildwasser inadäquat war.
Bei Wimmis weist die Kander mehrere künstliche Wehre mit dreistufigen Abstürzen auf. Diese erzeugen Wasserwalzen, hydraulische Phänomene, bei denen das Wasser zirkulär strömt und Personen unter Wasser zieht. Das erste Boot mit fünf Unteroffizieren passierte das erste Wehr erfolgreich. Das zweite Boot mit vier Offizieren und einem Obergefreiten geriet quer zur Strömung und kenterte im Wehr.
Alle fünf Insassen stürzten ins Wasser: Einer ertrank sofort in der Wasserwalze, der Kommandant wurde flussabwärts gespült, zwei konnten sich selbst retten, einer blieb vermisst. Die Besatzung des ersten Boots rettete den Kommandanten und setzte mit sechs Personen die Fahrt fort, nur um beim nächsten Wehr ebenfalls zu kentern. Von den sechs Personen ertranken drei weitere, drei erreichten das Ufer.

## Opfer
Insgesamt kamen fünf Armeeangehörige ums Leben: ein Oberleutnant, drei Unteroffiziere (ein Oberwachtmeister, ein Wachtmeister und ein Fourier) sowie ein Obergefreiter. Die Opfer waren zwischen 25 und 33 Jahre alt. Vier Leichen wurden bis zum 15. Juni 2008 geborgen. Ein 25-jähriger Obergefreiter aus dem Kanton Aargau blieb trotz monatelanger Suche vermisst und wurde nie gefunden, gilt aber als fünftes Todesopfer. Die offizielle Suche wurde im Oktober 2008 wegen Hochwasser eingestellt.

## Rettungsaktion
Der Alarm wurde um 11:30 Uhr ausgelöst. 80 bis 120 Rettungskräfte von Seepolizei, Feuerwehr, Militär und Rettungsdiensten durchsuchten mit Suchhunden, Wärmebildkameras, Tauchern und Helikoptern eine 7 bis 10 Kilometer lange Strecke bis zum Thunersee. Die Suche wurde bis spät in die Nacht und am folgenden Tag fortgesetzt. Drei Leichen wurden am Unfalltag geborgen, eine vierte am 14. Juni 2008.

## Untersuchung und Gerichtsprozess
Die militärische Untersuchung unter Untersuchungsrichter Michael Leutwyler war bis zum 27. Juni 2008 abgeschlossen. Vier Expertengutachten bestätigten die Ungeeignetheit der M6-Boote für Wildwasser und die extreme Gefährlichkeit der Kander-Wehre.
Die Militärjustiz stellte fest:
- Keine detaillierte Erkundung der Strecke
- Keine Konsultation von Flusskarten oder Experten
- Kein organisierter Rettungsdienst
- Verletzung der Dienstvorschriften, die das Befahren solcher Wehre verbieten

Im Oktober 2009 verurteilte das Militärgericht 4 in Thun den Kompaniekommandanten wegen fünffacher fahrlässiger Tötung und fahrlässiger Körperverletzung zu 18 Monaten bedingter Haft, mehr als die von der Anklage geforderten 10 Monate. Das Gericht begründete: «Die fünf Todesfälle wiegen schwer, weil die Gefahr vorhersehbar war.» Der Hauptmann wurde aus der Armee entlassen.
Gegen den vorgesetzten Major wurde das Verfahren eingestellt.

## Folgen
Der Unfall löste personelle Konsequenzen aus. Luftwaffenkommandant Walter Knutti musste am 20. Juni 2008 zurücktreten. Armeechef Roland Nef initiierte Führungswechsel und verschärfte Ordnungs- und Disziplinarmassnahmen. Die Sicherheitspolitischen Kommissionen des Nationalrats und Ständerats forderten umfassendes Risikomanagement.
Die systematischen Reformen blieben jedoch begrenzt. Ein Jahr später konstatierten Politiker und Experten, die Armee habe unzureichende Lehren gezogen. Zwar wurde ein Risikomanagement-Kurs in die Offiziersausbildung integriert, aber substantielle Änderungen bei Personalauswahl und Training blieben aus.
2012 verunfallte ein Polizist der Seepolizei Bern bei einer Rettungsübung an derselben Stelle schwer.

## Gedenken
Eine Gedenkfeier fand am 17. Juni 2008 in der Stadtkirche Thun mit Verteidigungsminister Samuel Schmid, Armeechef Roland Nef und den Familien statt. Bei der Feier wurden fünf Kerzen angezündet, vier für die geborgenen Opfer und eine für den Vermissten.
Im Mai 2009 wurde eine Gedenkstätte in der Nähe von Spiez eingerichtet.